# Bandiera rossa
Bandiera Rossa (Bandera Roja) es una canción popular, posiblemente creada en 1908, utilizada como himno por los socialistas y especialmente por los comunistas italianos, aunque debido a su popularidad ha sido apropiada también por otros movimientos de izquierda.

## Historia
Bandiera rossa nació en Italia, concretamente en la Lombardía, a principios del siglo XX, y es la canción de lucha de aquel país más conocida internacionalmente junto a Bella ciao. Su música proviene de cantos tradicionales lombardos, a la cual le dio letra Carlo Tuzzi en 1908. Existe una versión grabada que es utilizada por el Partido Comunista Italiano. También existe una versión grabada por la Banda y Coro de la Terma de Salsomaggiore en 1962.
La música se deriva de la fusión de dos arias populares de la tradición lombarda: la estrofa de "Ciapa en saa, pica la porta" (tomar una piedra, tocar la puerta) y el estribillo del aire "Ven chi Nineta sotto l'ombrelin" (Ven aquí, Ninetta, bajo el paraguas).
Su uso como canción política encuentra una ascendencia tanto melódica como textual en un canto republicano italiano de mediados de los ochenta.
Según el exponente de la izquierda milanesa Luigi Repossi, el autor de la estrofa "Avanti popolo" sería Boschetti Piero, trabajador mecánico de la fábrica de Miani, músico de bombardino en la fanfarria republicana "Maurizio Quadrio" de Milán, mientras que el texto fue escrito por un cierto Marzorati.
La canción se difundió en los años siguientes, y en 1923 se difundió en los Estados Unidos.
El texto ha sufrido varios cambios a lo largo de los años. Una de las versiones comunistas más conocidas, por supuesto posteriores a 1917, durante la revolución bolchevique en Rusia, fue utilizada durante el V Congreso del Partido Comunista Italiano de 29 de diciembre de 1945 - 6 de enero de 1946 (el primero después de la Segunda Guerra Mundial), convirtiéndose en uno de sus himnos oficiales.
En 2003, Silvio Berlusconi, siendo presidente, criticó despectivamente a unos manifestantes que cantaban el "Avanti popolo" (llamó así la canción puesto que no conocía el título).

## Otros usos y versiones
En España fue cantada en el bando republicano como Bandera Roja, junto a otras canciones propias del movimiento obrero como La Internacional o A las barricadas.
El tenor del proletariado alemán Ernst Busch (1900-1980), la grabó mitad en italiano mitad en alemán.
Dos versos iniciales de esta canción han sido parodiados por el cantante Zucchero , en la canción Per colpa di chi. En la versión grabada, canta: "E allora avanti popolo, con la Lambretta rossa" (Y luego la gente hacia adelante, con la Lambretta roja), y en otra parte de la canción: "E allora avanti popolo, con la chitarra rossa" (Y luego la gente hacia adelante, con la guitarra roja). Zucchero, aunque no era comunista, declaró que provenía de una familia en la que esta ideología era muy marcada.

## Letra y música
Versión original
Compagni avanti alla riscossa
bandiera rossa bandiera rossa
compagni avanti alla riscossa
bandiera rossa la trionferà.
bandiera rossa la trionferà
bandiera rossa la trionferà
bandiera rossa la trionferà
viva il socialismo, evviva la libertà.
egli sfruttati l'immensa schiera
la pura innalzi rossa bandiera
o proletari alla riscossa
bandiera rossa la trionferà.
Bandiera rossa la trionferà
bandiera rossa la trionferà
bandiera rossa la trionferà
il frutto del lavoro a chi lavora andrà.
Dai campi al mare, dalla miniera
dall'officina, chi soffre e spera
sia pronto è l'ora della riscossa
bandiera rossa la trionferà.
Bandiera rossa la trionferà
bandiera rossa la trionferà
bandiera rossa la trionferà
soltanto il socialismo è vera libertà.
Non più nemici non più frontiere
sono i confini rosse bandiere
o socialisti alla riscossa
bandiera rossa trionferà.
Bandiera rossa la trionferà
bandiera rossa la trionferà
bandiera rossa la trionferà
nel solo socialismo è pace e libertà.
Falange audace cosciente e fiera
dispiega al sole rossa bandiera
lavoratori alla riscossa
bandiera rossa la trionferà.
Bandiera rossa la trionferà
bandiera rossa la trionferà
bandiera rossa la trionferà
evviva il socialismo e la libertà.
Traducción al español
¡Avancemos! ¡A la revuelta!
Bandera roja, roja bandera.
¡Avancemos! Que en la revuelta
la roja enseña triunfará.
La roja enseña triunfará,
la roja enseña triunfará,
la roja enseña triunfará.
¡Viva el comunismo y la libertad!
De los parias, la inmensa hilera
alce la pura, roja bandera.
¡Ah, proletarios, a la revuelta!
¡Bandera roja triunfará!
¡Bandera roja triunfará!
¡Bandera roja triunfará!
¡Bandera roja triunfará!
El fruto del trabajo nuestro será.
En el campo, el taller y la mina,
suene ya para los que esperan
la hora final de la revuelta.
La roja enseña triunfará.
La roja enseña triunfará,
la roja enseña triunfará,
la roja enseña triunfará.
Que sólo el comunismo es la libertad.
¡No hay enemigos! Las fronteras
se alzarán de rojas banderas.
¡Ah, comunistas, a la revuelta!
¡Bandera roja triunfará!
¡Bandera roja triunfará!
¡Bandera roja triunfará!
¡Bandera roja triunfará!
Comunismo sólo es paz y libertad.
Falange audaz, consciente y fiera,
ondea al sol la roja bandera,
¡Trabajadores, a la revuelta!
La roja enseña triunfará.
La roja enseña triunfará,
la roja enseña triunfará,
la roja enseña triunfará.
¡Viva el comunismo y la libertad!